# Bondokuy (departamento)
Bondokuy é um dos sete departamentos da província de Mouhoun, no Burkina Faso.